# Chalcopasta chryseochilus
Chalcopasta chryseochilus är en fjärilsart som beskrevs av Dyar 1909. Chalcopasta chryseochilus ingår i släktet Chalcopasta och familjen nattflyn. Inga underarter finns listade i Catalogue of Life.